# Al-Gharafa
Al-Gharafa SC is een voetbalclub uit de stad Doha in Qatar. De club werd opgericht in 1979 als Al-Ittihad Doha. In 2004 werd de naam gewijzigd in het huidige Al-Gharafa. De club speelt in de Qatari League.

## Erelijst
- Qatar Stars League

1992, 1998, 2002, 2005, 2008, 2009, 2010
- Qatari Second Division

1980, 1982, 1984, 1987 (als Al-Ittihad)
- Emir of Qatar Cup

1995, 1996, 1997, 1998, 2002 (als Al-Ittihad), 2009, 2012
- Qatar Crown Prince Cup

2000 (als Al-Ittihad), 2010, 2011
- Qatari Stars Cup

2009, 2018, 2019
- Sheikh Jassim Cup

2005, 2007
- Arab Cup Winners' Cup

1999

## Bekende (oud-)spelers
- Wesley Sneijder
- Nashat Akram
- Sonny Anderson
- Mark Bresciano
- Marcel Desailly
- Younes Mahmoud
- Héctor Moreno
- Juninho Pernambucano
- Paulo Wanchope
- Afonso Alves
- Vladimír Weiss
- Sofiane Hanni

## Bekende (oud-)trainers
- Remco Boere

Al-Ahli · Al-Arabi · Al-Duhail · Al-Gharafa · Al Kharaitiyat · Al-Khor · Al-Rayyan · Al-Sadd · Al-Sailiya · Al-Shahania · Qatar SC · Umm Salal